# 棟巴羅夫斯基區

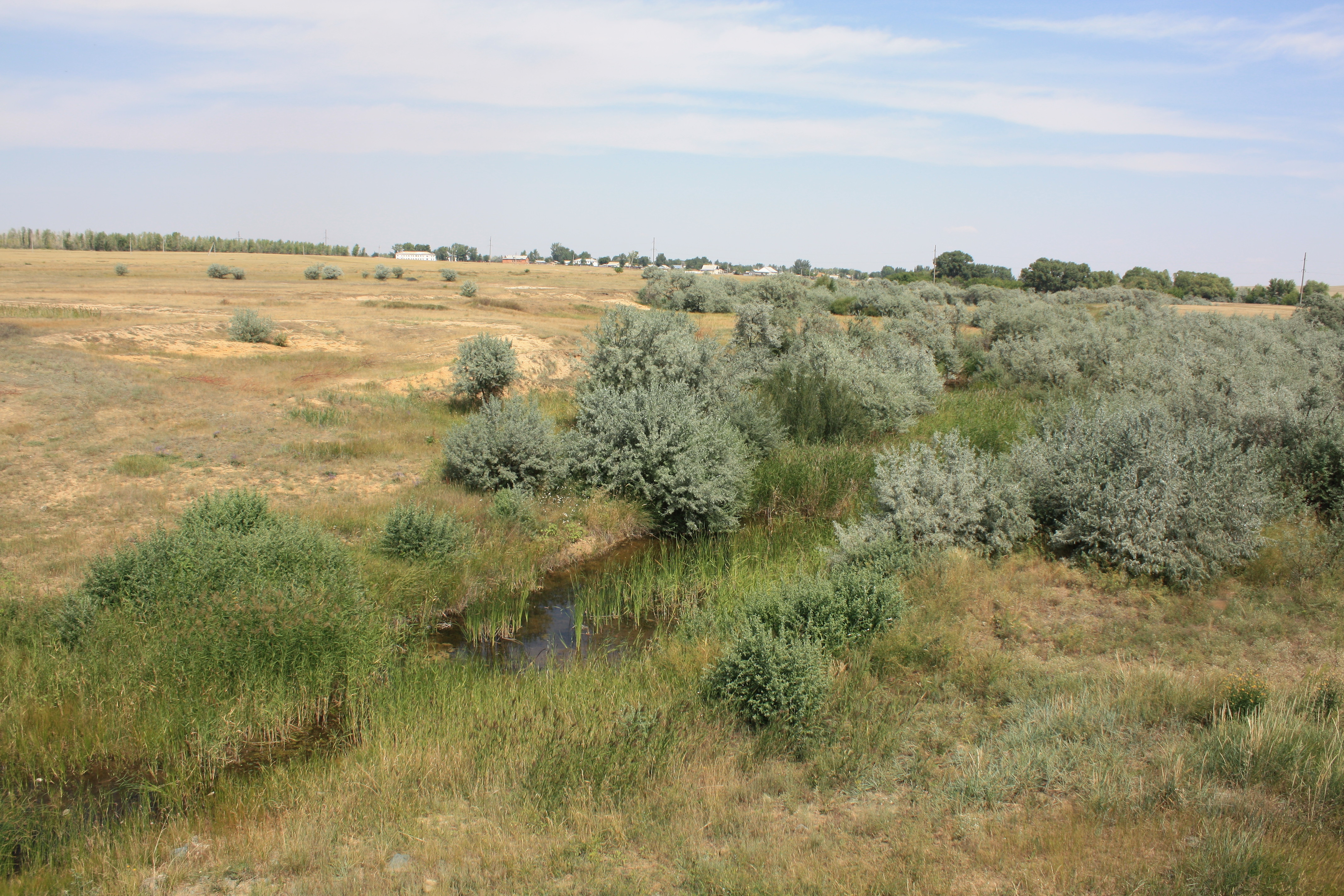

50°45′59″N 59°32′40″E / 50.76639°N 59.54444°E
棟巴羅夫斯基區（俄语：Домбаровский район），是俄羅斯的一個區，位於該國西南部，由奧倫堡州負責管轄，面積3,600平方公里，2010年人口15,994，人口密度每平方公里4.44人。